# Bruce Davison
Bruce Davison (Philadelphia, 28 juni 1946) is een Amerikaans acteur. Hij werd in 1991 genomineerd voor een Oscar voor zijn bijrol in Longtime Companion. Meer dan vijf andere acteerprijzen werden hem daadwerkelijk toegekend, waaronder een Golden Globe voor Longtime Companion en nog een Globe in 1994 samen met de andere acteurs van Short Cuts.
Davison maakte in 1969 zijn film- en acteerdebuut als Dan in de dramafilm Last Summer, naar een boek van Evan Hunter. Sindsdien speelde hij in meer dan 150 films, waarvan ruim 40 televisiefilms. Daarnaast was Davison als wederkerende personages te zien in meer dan 25 televisieseries. Doorgaans was dat in gastrolletjes van twee à drie afleveringen, maar in enkele gevallen ook langer, zoals in komedieserie Harry and the Hendersons (rond bigfoot Harry), als een het hoofdpersonage bij herhaling tegenwerkende advocaat in misdaadreeks Close to Home en als auto-ontwerper in de nieuwe versie van Knight Rider.
Davison trouwde in 2006 met zijn derde echtgenote Michele Correy, met wie hij een maand later dochter Sophia Lucinda Davison kreeg. Hij was op dat moment al vader van zoon Ethan Davison die hij in 1996 kreeg met zijn tweede vrouw, actrice Lisa Pelikan. Davison trouwde in 1972 een eerste keer met actrice Jess Walton, maar zij lieten hun huwelijk een jaar later ongeldig verklaren.

## Filmografie
*Exclusief 40+ televisiefilms, tenzij aangegeven
| - Influence (2020) - More Beautiful for Having Been Broken (2019) - Along Came the Devil 2 (2019) - Alone (2019) - Itsy Bitsy (2019) - The Great Alaskan Race (2019) - Wish Man (2019) - Any Bullet Will Do (2018) - A Fairy's Game (2018) - Corbin Nash (2018) - Tell Me Your Name (2018) - Abnormal Attraction (2018) - Insidious: The Last Key (2018) - The Slider (2017) - Last Rampage: The Escape of Gary Tison (2017) - A Violent Man (2017) - Yamasong: March of the Hollows (2017) - 9/11 (2017) - Love Kills (2016) - Star Trek: Captain Pike (2016) - Tao of Surfing (2016) - Bender (2016) - Displacement (2016) - Fishes 'n Loaves: Heaven Sent (2016) - La La Land (2016) - The Bronx Bull (2016) - The Curse of Sleeping Beauty (2016) - Get a Job (2016) - Black Beauty (2015) - 108 Stitches (2014) - 37 (2014) - Persecuted (2014) - Beyond the Heavens (2013) - Words and Pictures (2013) - Saving Lincoln (2013) - Brother White (2012) - Return of the Killer Shrews (2012) - Stealing Roses (2012) - The Lords of Salem (2012) - The Millionaire Tour (2012) - God Don't Make the Laws (2011) - Coffin (2011) - Munger Road (2011) - A Schizophrenic Love Story (2011) - Camp Hell (2010) - Titanic II (2010) - Arctic Blast (2010) - Justice League: Crisis on Two Earths (2010, stem) - Christmas Angel (2009) - Megafault (2009, televisiefilm) - Passengers (2009) - La linea (2008, aka The Line) - Breach (2007) - The Dead Girl (2006) - Special Ops: Delta Force (2006) - 8MM 2 (2005) | - Touched (2005) - Going Shopping (2005) - Confession (2005) - Hate Crime (2005) - On the Couch (2004) - Evergreen (2004) - Rules of the Game (2003) - Runaway Jury (2003) - Manfast (2003) - X2 (2003) - Dahmer (2002) - High Crimes (2002) - Summer Catch (2001) - Crazy/Beautiful (2001) - X-Men (2000) - The King Is Alive (2000) - At First Sight (1999) - Apt Pupil (1998) - Paulie (1998) - Lovelife (1997) - The Crucible (1996) - Grace of My Heart (1996) - It's My Party (1996) - The Baby-Sitters Club (1995) - The Cure (1995) - Far from Home: The Adventures of Yellow Dog (1995) - The Skateboard Kid II (1995) - Homage (1995) - Six Degrees of Separation (1993) - Short Cuts (1993) - An Ambush of Ghosts (1993) - Steel and Lace (1991) - Longtime Companion (1990) - The Misfit Brigade (1987) - The Ladies Club (1986) - Spies Like Us (1985) - Crimes of Passion (1984) - The Taming of the Shrew (1983) - Lies (1983) - Kiss My Grits (1982) - High Risk (1981) - Brass Target (1978) - French Quarter (1978) - Summer of My German Soldier (1978, televisiefilm) - Short Eyes (1977) - Mother, Jugs & Speed (1976) - Grand Jury (1976) - Mame (1974) - Ulzana's Raid (1972) - The Jerusalem File (1972) - Peege (1972) - Been Down So Long It Looks Like Up to Me (1971) - Willard (1971) - The Strawberry Statement (1970) - Last Summer (1969) |

## Televisieseries
*Exclusief eenmalige gastrollen
- Blindspot - Jean-Paul Bruyere (2018, twee afleveringen)
- Mozart in the Jungle - Hesby Ennis (2018, drie afleveringen)
- The Fosters - Stewart Adams (2015-2017, vijf afleveringen)
- The Last Tycoon - Cornelius Riddle (2017, twee afleveringen)
- Kingdom - Ron Prince (2014-2016, vier afleveringen)
- Sequestered - Ray Ferman (2014, twaalf afleveringen)
- The Legend of Korra - stem Lord Zuko (2014, zes afleveringen)
- Those Who Kill  - Howard Burgess (2014, tien afleveringen)
- Last Resort - Arthur Shepard (2012-2013, zes afleveringen)
- Drop Dead Diva  - Cyrus Maxwell (2011-2012, drie afleveringen)
- Luck - Hartstone (2012, twee afleveringen)
- General Hospital - Wilhelm Van Schlagel (2010, vijf afleveringen)
- Lost - Douglas Brooks (2006-2010, twee afleveringen)
- Ghost Whisperer - Josh Bedford (2009-2010, vijf afleveringen)
- Knight Rider - Charles Graiman (2008-2009, dertien afleveringen)
- Close to Home - Doug Hellman (2005-2007, dertien afleveringen)
- The L Word - Leonard Kroll (2007, drie afleveringen)
- Kingdom Hospital - Dr. Stegman (2004, dertien afleveringen)
- The Practice - Scott Wallace (2000-2001, negen afleveringen)
- Chicago Hope - Dr. Burt Peters (1999-2000, twee afleveringen)
- Seinfeld - Wyck Thayer (1996-1997, drie afleveringen)
- Harry and the Hendersons - George Henderson (1991-1992, tien afleveringen)
- City - Councilman Gene Whalen (1990, twee afleveringen)
- Hunter - Capt. Wyler (1985-1989, drie afleveringen)
- V - John Langley (1985, twee afleveringen)
- Lou Grant - Andrew Raines (1979, twee afleveringen)
- Insight - Andy Fry (1970-1979, vier afleveringen)
- Police Story - Clyde Griffths (1974-1978, twee afleveringen)

- Bibsys: 3013877
- Biblioteca Nacional de España: XX1150256
- Bibliothèque nationale de France: cb13939245f (data)
- Catàleg d'autoritats de noms i títols de Catalunya: 981058528873006706
- Gemeinsame Normdatei: 143269933
- International Standard Name Identifier: 0000 0001 0921 8119
- Library of Congress Control Number: no96018894
- Nationale Bibliotheek van Tsjechië: xx0058993
- Nationale Bibliotheek van Israël: 987007428771205171
- Nationale Bibliotheek van Polen: a0000001712435
- Nederlandse Thesaurus van Auteursnamen: 071600779
- SNAC: w6sg7g24
- Système universitaire de documentation: 060397160
- Virtual International Authority File: 85681366
- WorldCat: E39PBJfCrPw9tDp3cJCVJTTT73